# 依澄れい
依澄 れい（いづみ れい、4月12日 -）は、日本の漫画家・イラストレーター。岩手県出身。

## 作品リスト

### 漫画
- ぽすたるWORK（2001-2004年）
- kanon&AIRスカイ（アンソロジー集 2002年）
- .hack//黄昏の腕輪伝説（2002-2003年）
- ヒビキのマホウ（作画担当 原作：麻枝准 2004-2016年）
- 学校妖怪紀行〜葉〜（作画担当 原作：竜騎士07、キャラクターデザイン：西E田　2007年）
- 私立カンパネラ学園 男子家庭科部（月刊少年エース 2017-2018年）
- 蕗ノ下さんは背が小さい（コミックDAYS 2019年-2020年）
- 純喫茶カメリアのみどりさん（ストーリアダッシュ 2022年-2024年）
- ドラッグストア店員さっちゃんの日常 (ビームコミックス 2022年-)

### イラスト
- 卓球場シリーズ（野村美月/著 ファミ通文庫）
- 秋桜の空に ～奈々坂の門～（竹井10日/著 ケイエスエスノベルズ）
- シャンク!!ザ・レイトストーリーシリーズ（秋田禎信/著 角川スニーカー文庫）
- .hack//AI busterシリーズ（浜崎達也/著角川スニーカー文庫）
- ティアラ!（コアマガジン）

### ゲーム
- true tears（ブロッコリー）- キャラクターデザイン、イベント絵作画監督等
- 萌え萌え大戦争☆げんだいばーん

### その他
- ドラマCD 秋桜の空に ～空色の涼香～(収録レポート漫画)